# ATC-kod H03: Tyreoideahormoner och antityreoida substanser
ATC-kod H03: Tyreoideahormoner och antityreoida substanser är en del av klassificeringssystemet ATC (Anatomical Therapeutic Chemical Classification System) för läkemedel och vissa andra medicinska produkter. ATC utvecklas av WHO och består av alfanumeriska koder indelade i grupper utifrån anatomi, medicinsk funktion och läkemedelstyp på 5 olika kodnivåer. Denna sida utgör innehållet i en specifik grupp på nivå 2.

## H03ATyreoideahormoner

### H03AATyreoideahormoner
H03AA01 Levotyroxin, T4
H03AA02 Liotyronin, T3
H03AA03 Kombinationer av levotyroxin och liotyronin
H03AA04 Tiratrikol
H03AA05 Sköldkörtel, torkad

## H03BAntityreoidasubstanser,tyreostatika

### H03BATiouraciler
H03BA01 Metyltiouracil
H03BA02 Propyltiouracil
H03BA03 Bensyltiouracil

### H03BBSvavelhaltigaimidazolderivat
H03BB01 Karbimazol
H03BB02 Tiamazol
H03BB52 Tiamazol, kombinationer

### H03BCPerklorater
H03BC01 Kaliumperklorat

### H03BX Övriga antityreoida substanser, tyreostatika
H03BX01 Dijodtyrosin
H03BX02 Dibromtyrosin

### Engelska
- WHO Collaborating Centre for Drug Statistics Methodology - ATC Index
- WHO Collaborating Centre for Drug Statistics Methodology - ATCvet Index

### Svenska
- SIL online
- FASS.se - ATC
- FASS.se - Veterinär-ATC
- Sök läkemedelsfakta - Läkemedelsverket
- Socialstyrelsen : Klassifikationer
- Nationellt produktregister för läkemedel - NPL